# 111
Aquesta pàgina és per a l'any. Per al nombre, vegeu cent onze.

## Esdeveniments
- Derrota de l'Imperi Kushan a l'Índia en els seus intents d'expansió.
- Marc Ulpi Trajà construeix vies fortificades a l'Orient Mitjà.
- Cartes de Plini el Jove.

## Naixements
- Antinous, jove grec de Bitínia conegut per la seva relació amb l'emperador romà Hadrià. Després de la seva tràgica mort va ser deificat i objecte de moltes representacions artístiques a partir del Renaixement.[1]